# Me Pasé
Me Pasé is een nummer van de Spaanse zanger Enrique Iglesias uit 2021, in samenwerking met de Puerto Ricaanse zanger Farruko. Het is de zesde single van Final (Vol .1), het elfde studioalbum van Iglesias.
"Me Pasé" gaat over een man die fouten begaat en iemand bedreigt vanwege alcohol en feesten. De tekst is vooral een waarschuwend verhaal over de gevaren van loslaten en bezwijken voor verleiding, vooral als het ernstige gevolgen kan hebben voor iemands relaties. Het nummer leverde Iglesias en Farruko vooral een hit op in Latijns-Amerika. In Iglesias's vaderland Spanje bereikte het echter de 74e positie, maar Farruko's thuisland Puerto Rico wel het met een 10e positie wel een hit. Ook in Nederland sloeg het nummer licht aan, waarmee Iglesias voor het eerst sinds 2017 weer een zomerhit(je) wist te scoren. Het nummer bereikte een bescheiden 19e positie in de Nederlandse Top 40. Farruko zou later dat jaar een nog grotere hit scoren met Pepas.

## Tracklijst
- Muziekdownload

1. "Me Pasé" - 3:02